# 美濱町 (和歌山縣)
美濱町（日语：／ Mihama chō */?）是位於日本和歌山縣中部臨海的行政區劃；轄區西部為緊鄰海岸的山區，東部位於日高平原，主要市區亦位於東部的平原區域。
遊戲品牌Key所發行的戀愛遊戲AIR便是以此地作為故事背景的地點。

## 人口
| 美濱町人口分布圖 |                                               |  |
| 美濱町與日本全國年齡別人口分布比較圖 （2005年資料） | 美濱町的年齡、男女別人口分布圖 （2005年資料） |  |
| ■紫色是美濱町 ■綠色是全国 | ■藍色是男性 ■紅色是女性                       |  |
| 美濱町人口變化 \| 1970年 \| 8,741人 \| \| \| 1975年 \| 8,753人 \| \| \| 1980年 \| 8,832人 \| \| \| 1985年 \| 9,042人 \| \| \| 1990年 \| 8,920人 \| \| \| 1995年 \| 8,919人 \| \| \| 2000年 \| 8,802人 \| \| \| 2005年 \| 8,462人 \| \| \| 2010年 \| 8,077人 \| \| \| 2015年 \| 7,480人 \| \| \| 2020年 \| 6,867人 \| \| |                                               |  |
| 資料來源：日本總務省統計中心提供之人口普查數據 |                                               |  |
| 1970年 | 8,741人                                       |  |
| 1975年 | 8,753人                                       |  |
| 1980年 | 8,832人                                       |  |
| 1985年 | 9,042人                                       |  |
| 1990年 | 8,920人                                       |  |
| 1995年 | 8,919人                                       |  |
| 2000年 | 8,802人                                       |  |
| 2005年 | 8,462人                                       |  |
| 2010年 | 8,077人                                       |  |
| 2015年 | 7,480人                                       |  |
| 2020年 | 6,867人                                       |  |

## 历史
在令制國時代屬於紀伊國日高郡，江戶時代後成為紀州藩的領地，19世紀末明治維新實施廢藩置縣後改隸屬和歌山縣。
1889年日本實施町村制時，現在的美濱町轄區在當時分屬位於現在轄區最東側的松原村、位於中部的和田村、位於西部的三尾村；這三個行政區劃在昭和大合併期間的1954年合併為現在的美滨町。

### 變遷表
| 1889年4月1日 | 1889年 - 1912年 | 1912年 - 1944年 | 1945年 - 1954年            | 1955年 - 1989年            | 1989年 - 現在              | 現在                       |
| ------------ | --------------- | --------------- | -------------------------- | -------------------------- | -------------------------- | -------------------------- |
| 松原村       | 松原村          | 松原村          | 1954年10月1日 合併為美濱町 | 1954年10月1日 合併為美濱町 | 1954年10月1日 合併為美濱町 | 1954年10月1日 合併為美濱町 |
| 和田村       |                 |                 | 1954年10月1日 合併為美濱町 | 1954年10月1日 合併為美濱町 | 1954年10月1日 合併為美濱町 | 1954年10月1日 合併為美濱町 |
| 三尾村       |                 |                 | 1954年10月1日 合併為美濱町 | 1954年10月1日 合併為美濱町 | 1954年10月1日 合併為美濱町 | 1954年10月1日 合併為美濱町 |

## 交通
町内没有鐵路通過，西日本旅客铁道紀勢本線從東側的御坊市市區內通過，而且還有紀州鐵道經營的紀州鐵道線往南延伸深入其市區，其中的紀伊御坊車站、市役所前車站和西御坊車站距離美濱町的主要市區僅有約一到三公里的距離，可透過御坊南海巴士經營的路線客運自市區內接駁至御坊市內的這些鐵路車站。

## 觀光資源

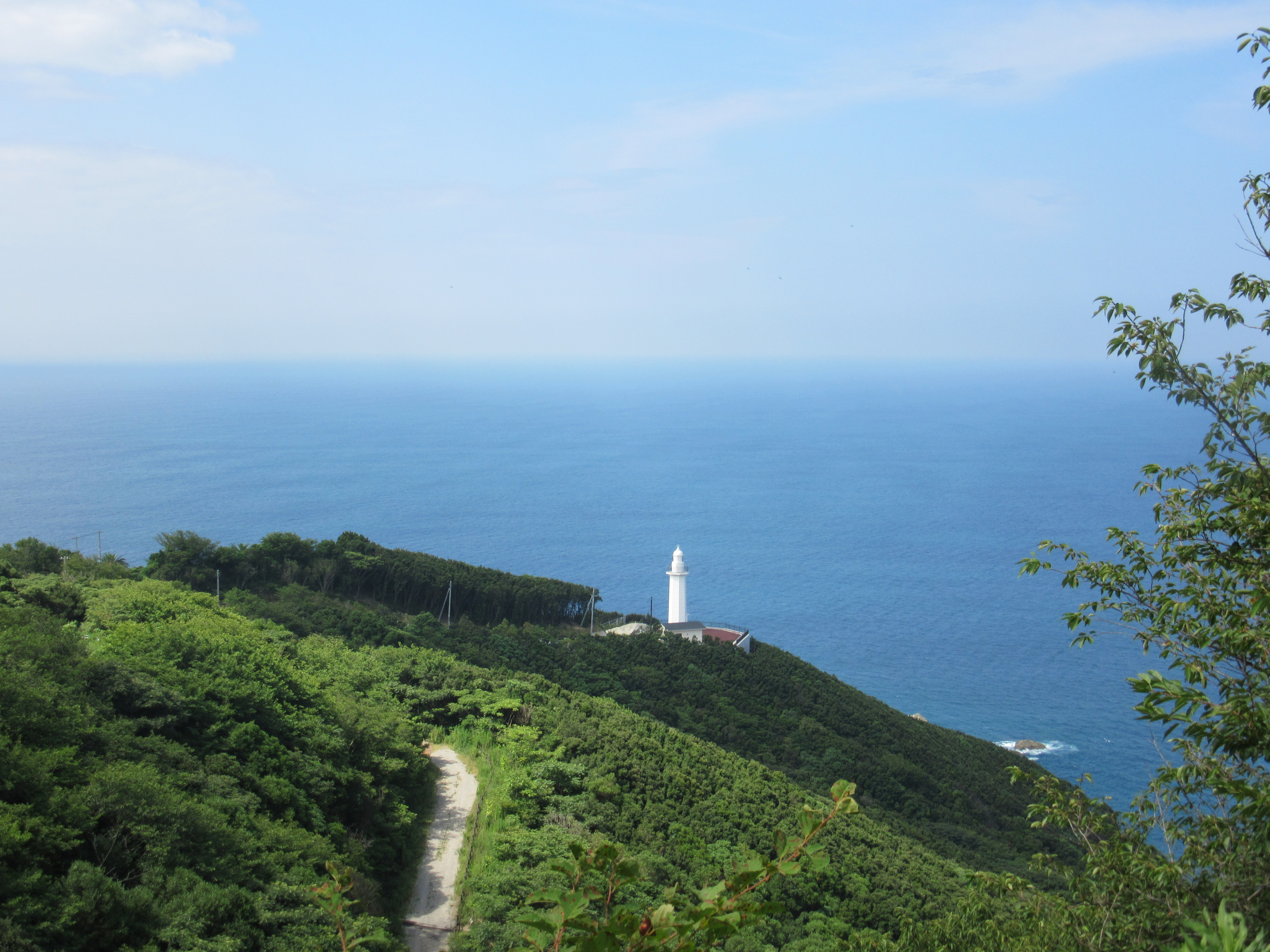
日之岬公園景色及日之御埼燈塔

位於西端與日高町交界處的日之御埼為紀伊半島最西端的海岬，為和歌山縣內觀看夕陽的著名景點。